# Regál (právo)
Regály, či regálie z latinského iura regalia = královská práva, je souhrnné označení práv vyhrazených královskému majestátu či jinému suverénnímu správci území.
Mezi regály patří například práva:
- pozemkový regál – práva z výlučného vlastnictví půdy
- lesní a lovecký regál – práva z výlučného užívání lesů
- tržní regál
- mýtný regál - právo vybírat mýtné a poplatky spojené s užíváním cest
- horní regál – příjmy z využívání veškerého nerostného bohatství a těžby
- mincovní regál – nárokované právo panovníka na ražbu mincí
- židovský regál – svrchovaná moc panovníka nad Židy ve svém státě a výsadní právo na zisk z jejich činnosti
- regál rybolovu, přívozu a mlýnů.